# 瓦尔珀斯巴赫
瓦尔珀斯巴赫是奥地利下奥地利州维也纳新城城郊县的一个市镇。总面积16.44平方公里，总人口1044人，人口密度63.5人/平方公里（2005年）。